# Renæssancemusik
Renæssancemusik er europæisk klassisk musik skrevet mellem ca. 1400 og 1600. Musikhistorisk falder den ikke nøjagtigt sammen med perioderne i andre dele af kulturhistorien. Og opstod ikke som de andre renæssancekunstarter i Italien, men i Nordeuropa – i de nordlige Frankrig, Nederlandene og Belgien, der dengang var samlet i de burgundiske Nederlande.

## Oversigt
Grænsen mellem middelaldermusik og renæssancemusik er svær at trække. Diskantusperioden fører over i kontrapunktikkens tidsalder (14.—16. århundrede), det musikalske tyngdepunkt flyttes dermed fra Frankrig til de flanderske Nederlande. Vi kommer her ind i en virkelig kunstperiode, den franco-belgiske periode, der efterhånden udvikler sig og slutter som en hel blomstringstid for polyfon musik. Sindrig kunstfærdighed og udspekuleret kunstleri går her hånd i hånd — de "nederlandske kunster" er både berømte og berygtede —, dog viser der sig i tidens løb en stadig stræben efter større simpelhed og klarhed. Musikken er overvejende af kirkelig art (messer, motetter, hymner etc.), dog kommer henad periodens slutning mere og mere verdslige former (madrigaler, chansons) under behandling. Et kraftigt indre og ydre liv kendetegner denne tidsalder. Der fremstår en mængde komponister, hvis frugtbarhed synes uudtømmelig, og det nyopfundne nodetryk hjælper til at sprede denne masse af kompositioner ud over verden. Sit hovedsæde har denne skole i det sydlige Belgien og nordlige Frankrig, med komponister som Dufay, Binchois, Okeghem, Hobrecht, Josquin des Près, de la Rue, Brumel, Isaak og mange andre. I tidens løb vandrede de nederlandske musikere ud, Orlandus Lassus til Bayern, Willaert og andre til Italien, og stiftede ny kunstskoler efter deres mønster, i Tyskland med repræsentanter som Senfl og Hasler, i Venedig med Andrea og Giovanni Gabrieli, i Rom med Palestrina. Også til Spanien (Morales, Vittoria) og til England (Tallys, Byrd, Gibbons) når denne skoles indflydelse. Dens kunstlære fremstilles af en række højlærde tonelærere, hvoriblandt nederlænderen Tinctoris, schweizeren Glareanus og italienerne Gafori og Zarlino. Med Palestrina og hans skole når denne periode sin højeste udvikling og tillige sin afslutning.

## Den Burgundiske skole
Det Burgundiske rige var i 1400-tallet et af de mest magtfulde og stabile steder i et Vesteuropa, som var præget af Hundredårskrigen. Her samledes den tids bedste og mest kreative musikere og komponister og dannede den Burgundiske skole med Guillaume Dufay som den første store renæssancekomponist. Gilles Binchois og Antoine Busnois er andre betydningsfulde komponister fra den Burgundiske skole.
Deres stil var en reaktion mod den overdrevent komplekse og "manierede" stil, der kendetegnede musikstilen ars subtilior sidst i 1300-tallet. Nu blev stilen mere klar og flydende. En populær genre var for eksempel flerstemmige (polyfone) sange om kærlighed.

## Renæssancemusikken spredes
I midten og slutningen af 1400-tallet spredtes renæssancemusikken til resten af Europa, da musikere og komponister fra Burgund rejste rundt i Europa, primært til Italien. Her fik de ansættelse hos paven eller rige fyrster og magtfulde familier som Medici-familien i Firenze. Opfindelsen af bogtrykkerkunsten var en medvirkende årsag til, at renæssancens musik udviklede sig til den første helt igennem internationale musikstil i Europa siden spredningen af den gregorianske sang flere hundrede år tidligere.
Den næste generation renæssancekomponister som bl.a. Johannes Ockeghem og Jacob Obrecht udviklede en mere kompleks kontrapunktisk stil med varieret tekstur og brug af kanon, hvor de forskellige stemmer har selvstændige melodiske forløb. De komponerede både kirkemusik som messer og motetter samt verdslig vokalmusik.

## Senrenæssancen og Palestrina
I midten af 1500-tallet udvikledes renæssancemusikkens internationale stil til mange forskelligartede stilarter og "skoler". En af de mest berømte komponister fra den sene renæssance er Palestrina, der tilhørte den romerske skole og har haft stor betydning for udviklingen af romersk-katolsk kirkemusik med sine ca. 700 værker, herunder 104 messer og 250 motetter.
Renæssancemusikken rækker ind i 1600-tallet, hvor den lidt efter lidt bliver afløst af barokmusikken. Forskellen er, at de enkelte stemmer flyder ret uafhængigt af hinanden, medens stemmerne i barokmusikken i højere grad er sat sammen i akkorder.

## Renæssancekomponister
- Oswald von Wolkenstein (1377-1445)
- Matheus de Perusio (ca.1380-ca.1410)
- John Dunstable (ca. 1390-1453)
- Gilles Binchois (ca.1400-1460)
- Guillaume Dufay (ca.1400-1474)
- Antoine Busnois (ca. 1430-1492)
- Johannes Ockeghem (ca.1430-ca.1495)
- Josquin Desprez (ca.1440-1521)
- Jacob Obrecht (ca. 1450-1505)
- Heinrich Isaac (ca.1450-1517)
- Antoine Brumel (ca.1460-ca.1520)
- Martin Agricola (1466-1506)
- Clément Janequin (ca. 1485-1558)
- Ludwig Senfl (ca. 1490-1543)
- Adrian Willaert (ca. 1490-1562)
- John Taverner (ca.1490-1545)
- Cristóbal de Morales (ca. 1500-1553)
- Thomas Tallis (ca.1505-1585)
- Jacob Clement (ca. 1510-ca. 1555)
- Andrea Gabrieli (ca.1510-1586)
- Jacob Arcadelt (død før 1572)
- Giovanni Pierluigi da Palestrina (ca.1525-1594)
- Jacobus de Kerle (1531/32-1591)
- Orlando di Lasso (1532-1594)
- William Byrd (1543-1623)
- John Dowland (1563-1626)
- Thomas Campion (1567-1620)
- Giovanni Gabrieli (1557-1612)
- Thomas Morley (1557/1558-1602)
- Carlo Gesualdo (ca.1561-1613)
- Jacopo Peri (1561-1633)
- Vicente Lusitano (16. århundrede)
- Michael Praetorius (1571/1572-1621)
- John Wilbye (1574-1638)
- Thomas Weelkes (1576-1623)
- Mogens Pedersøn (ca. 1580-1628)
- Orlando Gibbons (1583-1625)